# Vassil Vitka
Vassil Vitka (en biélorusse : Васіль Вітка ; 16 mai 1911 - 5 juillet 1996) est un écrivain biélorusse.

## Biographie
Vassil Vitka est né le 16 mai 1911 dans le village d'Iewlitchy (ru) (raïon de Sloutsk, voblast de Minsk) dans une famille de paysans. Après la fin de ses études dans un lycée professionnel de Sloutsk (1928), il travaille en tant que serrurier à l'usine, dans le journal de l'usine (1929-1930), à la rédaction du journal « Communiste » (à Babrouïsk 1930-1933), « Oudarnik » (Le Travailleur de choc) (à Jlobine, 1933-1935), « Чырвоная змена » (Le changement rouge) (1935-1937), « Літаратура і мастацтва » (Littérature et Art) (1937-1938) et « Полымя рэвалюцыі » (La Flamme de la révolution) (1938-1939).
Il participe à l'avancée de l'Armée rouge vers la Biélorussie occidentale (sous occupation polonaise) et, jusqu'au début de la Seconde Guerre mondiale, il travaille dans l'administration. Dès le début de la guerre, il est membre de la rédaction du journal « Савецкая Беларусь » (La Biélorussie soviétique (ru)) et à partir de 1942 il travaille au « département de la propagande » en tant que rédacteur des publications de masse à destination des territoires occupés par l'armée allemande. Il participe aux publications satiriques « Партызанская дубінка » (Le Gourdin du Partisan) et « Раздавім фашысцкую гадзіну » (Écrasons la canaille fasciste). Dès le premier jour d'existence de la publication Belarus (février 1944), il y travaille en tant que secrétaire. À partir de 1948 en tant que son vice-rédacteur en chef, dès l'année 1951 en tant que rédacteur en chef, il travaille pour le journal « Літаратура і мастацтва » (Littérature et art).
Entre 1957 et 1974, il est rédacteur en chef de la publication « Вясёлка » ; de 1974 à 1987, consultant pour le studio de production cinématographique Belarusfilm. Il s'est vu décerner plusieurs prix.
Il décède en 1996.

## Son œuvre
La publication de ses œuvres commence en 1928. Le premier recueil de vers est publié en 1944 à Moscou. Puis, d'autres recueils de poésie ont suivi :  
- Поўдзень (Midi, 1946)
- Вернасць (Fidélité, 1953)
- Ружа і штык (Rose et baïonnette, 1958)
- Паверка (Vérification, 1961)
- Вершы (Vers, 1968)
- Беларуская калыханка (Berceuse biélorusse, 1971)
- Праводзіны лета (Adieux à l'été, 1972)
- Вышыні святла (Les hauteurs de la lumière, 1977)
- Случчына (Les environs de Sloutsk, 1981)
- Трэція пеўні (Le troisième chant du coq, 1988)
- Для дома, для альбома і трохі для эпохі (recueil satirique et humoristique Pour la maison, pour l'album et un peu pour l'époque, 1983)
- Édition pour enfants du livre de poésie et de contes en vers La Montagne Vaviortchina (1948)
- Буслінае лета (L'été des cigognes, 1958)
- Казка пра цара Зубра (Le Conte du tsar Bison, 1960)
- Дударык (Le petit joueur de flûtiau, 1964)
- Азбука Васі Вясёлкіна (Abécédaire de Vassia Viasiolkine, 1965)
- Казкі (Contes, 1968, 1976)
- Чытанка-маляванка (Livre de lecture illustré, 1971)
- Хто памагае сонцу (Qui aide le soleil, 1975)
- Ладачкі-ладкі (Frappons dans nos petites mains, 1977)
- Мы будуем метро (Nous construisons le métro, 1979)
- Мінскія балады (Ballades de Minsk, 1982)
- Казкі і краскі (Contes et peintures), Госці (Les invités), Загадка пра зярнятка (Devinette à propos d'une graine) (tous en 1984)
- Дзецям (Pour les enfants, mélange en deux volumes, 1986)
- Свята дружбы (La fête de l'amitié, 1987), recueil des récits
- Зайчык-вадалаз (Le petit lièvre-grenouille, 1962)

En 1973, l'ensemble de son œuvre est publié en deux volumes.
Il est auteur des pièces de théâtre Прамень будучыні (Le Rayon de l'avenir, 1948), Шчасце паэта (Bonheur du poète, 1951), mis en scène pour la première fois en 1952.
Il est auteur de nombreux articles de critique littéraire sur les thèmes de la morale, de l'éthique et de l'éducation. En 1977, il a publié le livre incluant son journal personnel et les récits Дзеці і мы (Les Enfants et nous, en 1982), le livre Урокі (Leçons, en 1988) et Азбука душы (L’Abécédaire de l'âme). Il est l'un des auteurs des livres de lecture Роднае слова (La Parole natale) pour les élèves de primaire (1969-1970, 1988).
Il a traduit en biélorusse le poème de Vladimir Maïakovski intitulé « Хорошо ! » (Bien !) (1940), Паны Галаўлёвы (Messieurs Goloviov) de М. Saltykov-Chtchedrine (1956), le livre de Vassyl Soukhomlynsky (en), Блакітныя жураўлі (Les Grues bleues, 1971), les œuvres de certains écrivains russes, ukrainiens, lituaniens, bulgares et polonais.
Il a reçu le diplôme international prestigieux du nom de Hans Christian Andersen et son nom fut inscrit dans la liste d'honneur de cet écrivain.